# Donatiello I
Donatiello I (Do I dSph), surnommée le Gobelin de Mirach, est une galaxie naine sphéroïdale située à 3,3 Mpc de la Terre dans la constellation d'Andromède à environ 1° de l'étoile Mirach (Beta Andromedae). La galaxie a été découverte le 23 septembre 2016 par l'astronome amateur italien Giuseppe Donatielloau cours d'une auto-recherche dans la zone du ciel entourant la galaxie d'Andromède (Messier 31). 
Les observations effectuées avec le Telescopio Nazionale Galileo (3,58 m) et avec le Gran Telescopio Canarias (10,4 m) ont permis d’établir que l’objet se situe à 10,7 millions d’années-lumière. 

## Bibliographie

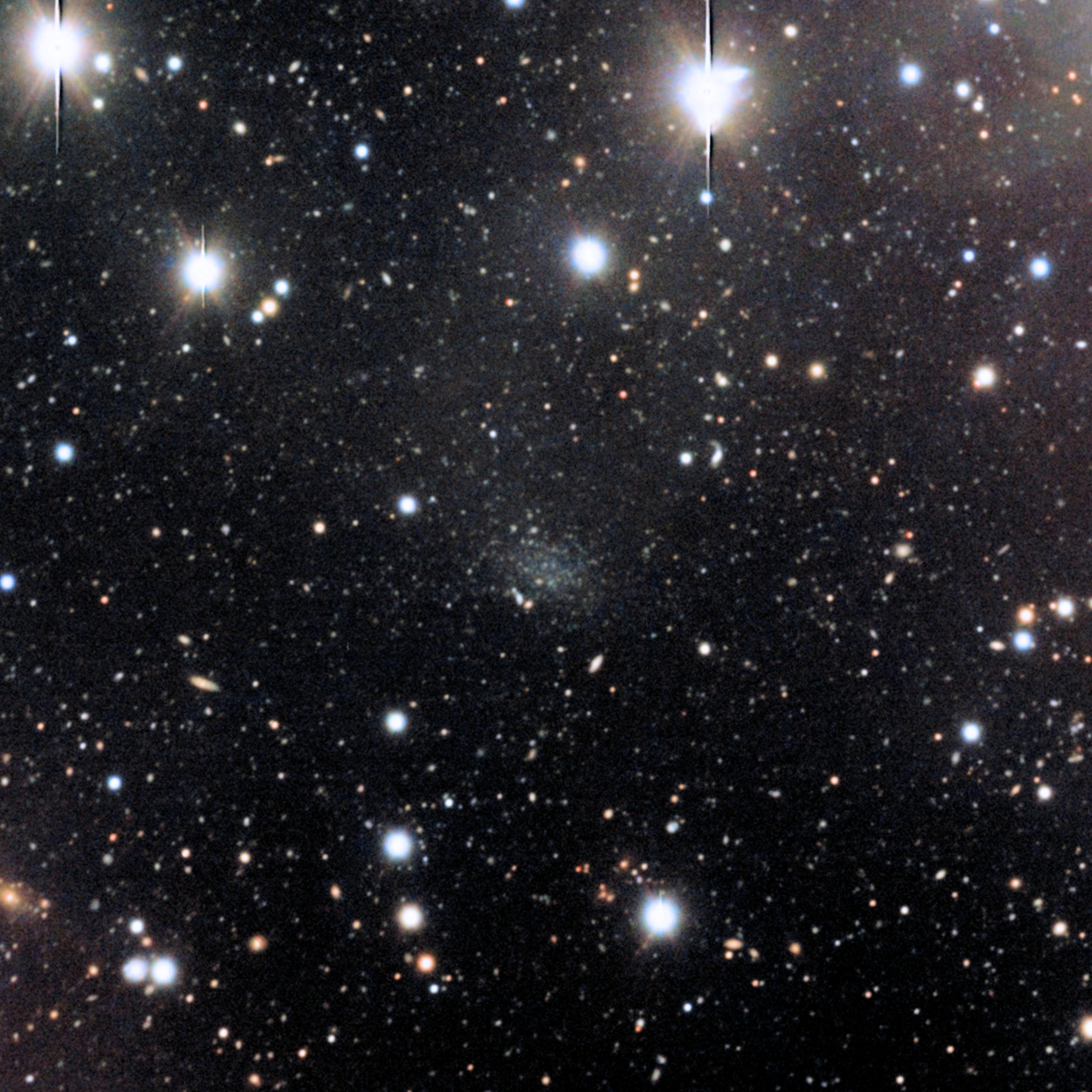
Donatiello I